# Плива
Плива — река в центральной части Боснии и Герцеговины, левый приток реки Врбас. Длина реки составляет около 33 км, площадь водосборного бассейна — 768 км². Средний расход воды — 38,4 м³/с.
Берёт начало у села Драгнич на высоте 1227 м над уровнем моря, течёт на северо-восток через город Шипово и впадает в Врбас в черте города Яйце. Вблизи устья на реке устроено водохранилище и ГЭС. Крупнейший правый приток Пливы — река Янь.
Долина реки Плива находится под охраной государства как памятник природы. Река пользуется популярностью среди туристов.